# Craig Alexander
Craig Alexander (22 juni 1973) is een professioneel Australisch triatleet uit Sydney. Hij werd wereldkampioen Ironman 70.3 en schreef driemaal de Ironman Hawaï op zijn naam.
In 1994 deed hij zijn eerste triatlon. Sinds 2002 legt hij zich meer toe op de lange afstand. Zijn grootste prestatie leverde hij in 2008 door de Ironman Hawaï te winnen en hiermee wereldkampioen op de lange afstand te worden. Hij won in een tijd van 8:17.45 en versloeg hiermee met ruim drie minuten de Spanjaard Eneko Llanos en de Belg Rutger Beke. Een jaar later kwam hij opnieuw als eerste over de finish bij deze wedstrijd.
Alexander is getrouwd en is sinds 2005 vader van een dochter.

## Titels
- Wereldkampioen Ironman - 2008, 2009, 2011
- Wereldkampioen Ironman 70.3 - 2006, 2011
- Australisch kampioen lange afstand - 2006
- Australisch kampioen sprintafstand - 2006

## Belangrijke prestaties

### triatlon
- 1999:  WK lange afstand in Säter - 5:48.27
- 2002: 7e ITU wereldbeker (Australië)
- 2002:  Ironman 70.3 California - 3:48.28
- 2003: 4e ITU wereldbeker (Australië)
- 2003: 4e Escape from Alcatraz - 2:09.55
- 2004: 4e Ironman 70.3 California - 4:10.18
- 2004:  Ironman 70.3 St. Croix - 4:14.00
- 2004: 4e Escape from Alcatraz - 1:57.53
- 2006: 6e ITU wereldbeker (Australië)
- 2005:  Muskoka - 2:38.34
- 2005: DNF WK olympische afstand in Gamagōri
- 2006:  Muskoka - 2:40.46
- 2006:  WK Ironman 70.3 in Clearwater - 3:45.37
- 2006:  WK lange afstand in Canberra - 6:00.35
- 2007:  Ironman Australia - 8:38.50
- 2007:  St. Anthony's Triathlon - 1:48.07
- 2007:  Ironman 70.3 St. Croix - 4:04.52
- 2007:  Ironman 70.3 Florida - 3:50.27
- 2007:  Muskoka - 2:42.12
- 2007:  Half Vineman Triathlon - 3:50.50
- 2007:  Ironman Hawaï - 8:19.04
- 2007: 4e WK Ironman 70.3 in Clearwater - 3:44.10
- 2008:  Ironman 70.3 California - 3:58.25
- 2008:  Ironman 70.3 St. Croix - 4:05.34
- 2008: DNF Ironman 70.3 Florida
- 2008:  Ironman 70.3 Kansas - 4:00.00
- 2008:  Half Vineman Triathlon - 3:51.26
- 2008:  Ironman 70.3 Muskoka - 4:10.31
- 2008:  Ironman Hawaï - 8:17.45
- 2009:  Ironman 70.3 Hawaï - 4:02.52
- 2009:  Ironman 70.3 Boise - 3:51.46
- 2009:  Ironman 70.3 Muskoka - 3:58.04
- 2009:  Ironman Hawaï - 8:20.21
- 2010: 4e Ironman Hawaï - 8:16.53
- 2011:  WK Ironman 70.3 in Las Vegas
- 2011:  Ironman Hawaï - 8:03:56
- 2012:  WK Ironman 70.3

### aquatlon
- 1998:  WK in Noosa

1978 Gordon Haller ·
1979 Tom Warren ·
1980 Dave Scott ·
1981 John Howard ·
1982 (feb.) Scott Tinley ·
1982 (okt.) Dave Scott ·
1983 Dave Scott ·
1984 Dave Scott ·
1985 Scott Tinley ·
1986 Dave Scott ·
1987 Dave Scott ·
1988 Scott Molina ·
1989 Mark Allen ·
1990 Mark Allen ·
1991 Mark Allen ·
1992 Mark Allen ·
1993 Mark Allen ·
1994 Greg Welch ·
1995 Mark Allen ·
1996 Luc Van Lierde ·
1997 Thomas Hellriegel ·
1998 Peter Reid ·
1999 Luc Van Lierde ·
2000 Peter Reid ·
2001 Tim DeBoom ·
2002 Tim DeBoom ·
2003 Peter Reid ·
2004 Normann Stadler ·
2005 Faris Al-Sultan ·
2006 Normann Stadler ·
2007 Chris McCormack ·
2008 Craig Alexander ·
2009 Craig Alexander ·
2010 Chris McCormack ·
2011 Craig Alexander ·
2012 Sebastian Kienle ·
2013 Frederik Van Lierde ·
2014 Pete Jacobs ·
2015 Jan Frodeno ·
2016 Jan Frodeno ·
2017 Patrick Lange ·
2018 Patrick Lange ·
2019 Jan Frodeno
2006 Craig Alexander ·
2007 Andy Potts ·
2008 Terenzo Bozzone ·
2009 Michael Raelert ·
2010 Michael Raelert ·
2011 Craig Alexander ·
2012 Sebastian Kienle ·
2013 Sebastian Kienle ·
2014 Javier Gómez ·
2015 Jan Frodeno ·
2016 Timothy Reed ·
2017 Javier Gómez ·
2018 Jan Frodeno ·
2019 Gustav Iden ·
2021 Gustav Iden ·
2022 Kristian Blummenfelt ·
2023 Rico Bogen